# Menachem Avidom
Menachem Avidom opr. (Mendel Mahler-Kalkstein) (født 6. januar 1908 i Ivano-Frankivsk, Ukraine - død 5. august 1995 i Tel Aviv, Israel) var en israelsk komponist og lærer.
Avidom emigrerede fra Polen, hvor han var bosat efter første Verdenskrig til Palestina (1925), og studerede kort efter komposition på det Amerikanske Universitet i Beirut (1926-1928). Han fortsatte studier i Paris på Musikkonservatoriet (1928-1931), og flyttede herefter til Tel Aviv, hvor han blev lærer i teori og komposition. Avidom har skrevet 10 symfonier, orkesterværker, kammermusik, koncertmusik, operaer, korværker, vokalmusik etc. Avidom fik den Israelske Musikpris (1961) for sin opera "Alexandra ha'Hashmonait".

## Udvalgte værker
- Symfoni nr. 1 "Populær Symfoni" (1945, rev. 1958) -for orkester
- Symfoni nr. 2 "David" (1948-1949) - for orkester
- Symfoni nr. 3 "Mediterransk Sinfonietta" (1951) - for orkester
- Symfoni nr. 4 (1954-1955) - for orkester
- Symfoni nr. 5 "Sangen fra Eilat" (1957-1958) - for solister, kor og orkester
- Symfoni nr. 6 (1958) - for orkester
- Symfoni nr. 7 "Filharmonisk Symfoni" (1961) - for orkester
- Symfoni nr. 8 Festival Sinfonietta (1965/66)
- Symfoni nr. 9 "Variations Symfoni" (1968) - for orkester
- Symfoni nr. 10 "Lille Symfoni" (1981) - for kammerorkester
- Violinkoncert (1951-1952)) - for violin og orkester
- "Alexandra ha'Hashmonait" (1959) - opera
- "Suite om Bach" (1964) - for kammerorkester